# 星野架名
星野架名（1963年或1964年—2021年4月28日），日本漫畫家。兵庫縣神戸市出身。代表作是「綠野原學園」系列，此作品曾經OVA化為2話的緑野原迷宮。1981年以獲得第6回白泉社雅典娜新人大賞的第3名。1995年在阪神大地震之中受傷，一直繼續工作發表作品，直到1997年末的發表後停工。相隔5年後，在2003年以短編復出。2021月5月18日，白泉社發佈病逝消息。

## 作品
- 「妙子與青」系列[註 1]
- 「綠野原學園」系列
  1. 流星奇緣、全1冊
  2. Psi超能力事件、全1冊
  3. 影子王國、全1冊
  4. 虛幻的彼方、全1冊
  5. 瘋狂的電影、全1冊
  6. 諾亞之聲、全2冊
  7. 冬天的火箭、全1冊
  8. 藍色黎明、全1冊
- 演員「比利・艾米藍多」系列
  1. 真實的天空、全1冊
  2. 蕾拉傳奇、全1冊
- 「童留」系列[註 2]
- K之告白、全1冊
- 末世紀墮落天使、全1冊
- 幽聖天使、全2冊
- 幻象之旅、全1冊